# Liste der Biografien/Bace
Liste der Biografien |
Portal Biografien |
Personensuche
# |
A |
B |
C |
D |
E |
F |
G |
H |
I |
J |
K |
L |
M |
N |
O |
P |
Q |
R |
S |
T |
U |
V |
W |
X |
Y |
Z |
?
 
Ba |
Be |
Bd |
Bg |
Bh |
Bi |
Bj |
Bl |
Bm |
Bn |
Bo |
Br |
Bs |
Bu |
Bw |
By |
Bz
 
Baa |
Bab |
Bac |
Bad |
Bae |
Baf |
Bag |
Bah |
Bai |
Baj |
Bak |
Bal |
Bam |
Ban |
Bao |
Bap |
Baq |
Bar |
Bas |
Bat |
Bau |
Bav |
Baw |
Bax–Baz
 
Baca |
Bacc |
Bace |
Bach |
Baci |
Back |
Bacl |
Bacm |
Baco |
Bacq |
Bacr |
Bacs |
Bacu |
Bacv |
Bacy |
Bacz
Die Liste der Biografien führt alle Personen auf, die in der deutschsprachigen Wikipedia einen Artikel haben. Dieses ist eine Teilliste mit 10 Einträgen von Personen, deren Namen mit den Buchstaben „Bace“ beginnt.

## Bace

### Bacel
- Bacelar e Oliveira, José do Patrocínio (1916–1999), portugiesischer Jesuit, Philosoph und Hochschullehrer
- Bacelar, António Barbosa (1610–1663), portugiesischer Jurist und Schriftsteller
- Bacelar, Melissa (* 1979), US-amerikanische Schauspielerin und Unternehmerin
- Bacellar, Urano Teixeira da Matta (1947–2006), brasilianischer General und UN-Kommandeur
- Bacelli, Monica (* 1963), italienische Opernsängerin (Mezzosopran)

### Baces
- Băcescu, Mihai (1908–1999), rumänischer Zoologe, Meeresforscher und Museologe

### Bacev
- Bacevičius, Vaidotas (* 1975), litauischer Jurist und Politiker
- Bacevičius, Vincas (1875–1952), litauischer Musikpädagoge, Pianist, Dirigent und Komponist

### Bacew
- Bacewicz, Grażyna (1909–1969), polnische KomponistinGrażyna Bacewicz (1909–1969)

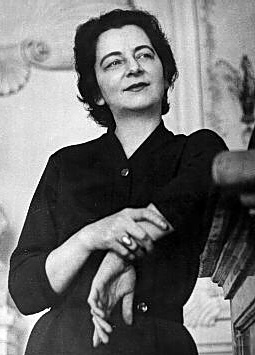
Grażyna Bacewicz (1909–1969)

- Bacewicz, Wanda (1911–2011), polnische Lyrikerin und Journalistin